# Філіпе Жозе Машаду
Філіпе Жозе Машаду (порт. Filipe José Machado, нар. 13 березня 1984, Гараватаї, пом. 28 листопада 2016) — бразильський футболіст, захисник. Загинув в авіакатастрофі BAe 146 над Колумбією.

## Біографія
Народився 13 березня 1984 року в Граватаї. Одна з його бабусь родом з Болгарії.
З 2002 року по 2003 роки виступав за молодіжну команду «Інтернасьйоналу». У 2004 році став гравцем клубу «Кашуейрі». У тому ж році провів один матч за «Флуміненсе» в чемпіонаті Бразилії проти «Корінтіанса» (1:1). Потім перебував у складі «Бенту-Гонсалвіш» та «Інтернасьйоналу».
Влітку 2006 року підписав контракт з командою «Понтеведру», яка виступала в третьому за силою дивізіоні Іспанії. У серпні 2006 року став переможцем товариського турніру Луїса Отеру. Разом з «Понтеведрою» став переможцем Сегунди Б, в команді Машаду був гравцем основного складу.
На початку наступного сезону перейшов у софійський ЦСКА. У матчі проти «Левскі», 2 грудня 2007 року, гол Машаду приніс перемогу своїй команді в одвічному дербі. За підсумками сезону 2007/08 років ЦСКА став переможцем чемпіонату Болгарії. 3 серпня 2008 року в грі за Суперкубку Болгарії армійці обіграли «Литекс» з мінімальним рахунком (1:0). У сезоні 2008/09 років його команду завоювала срібні медалі болгарської першості, поступившись лише «Левскі».
Влітку 2009 року став гравцем італійської «Салернітани» із Серії B. У складі команди провів півроку. Потім перейшов до складу бакинського «Інтера». У сезоні 2009/10 років «Інтер» став чемпіоном Азербайджану, однак сам Філіпе зіграв лише в двох іграх турніру. На початку 2011 року перейшов у «Аль-Джафри» з ОАЕ. Після чого повернувся до Бразилії, де грав за команди «Дукі-ді-Кашиаш», «Резенді» та «Гуаратінгета». У 2013 році знову грав в ОАЕ, за «Аль-Фуджайру».
На початку 2014 року підписав контракт з бразильським «Макае». Разом з командою став переможцем Серії C. Сезон 2015/16 років провів в іранському клубі «Саба Кум», де Машаду був гравцем основного складу.
Влітку 2016 року підписав контракт з командою «Шапекоенсе» із Серії A. Команда з відносно скромним бюджетом впевнено йшла в середині турнірної таблиці чемпіонату Бразилії, а на міжнародній арені домоглася свого найвищого досягнення в історії, вийшовши до фіналу Південноамериканського кубку. У чемпіонаті Бразилії провів 16 ігор, забивши 1 гол, а в Американському кубку зіграв в 3 іграх.
28 листопада 2016 року Філіпе Машадо загинув в авіакатастрофі над Колумбією разом з практично всім складом клубу і тренерським штабом клубу в повному складі, який летів на перший фінальний матч ПАК-2016 з «Атлетіко Насьйональ». У Машадо залишилися дружина та дочка.

## Досягнення
- Сегунда Дивізіон Б
  -  Чемпіон (1): 2006/07

- Професіональна футбольна група А
  -  Чемпіон (1): 2007/08
  -  Срібний призер (1): 2008/09

- Суперкубок Болгарії
  -  Володар (1): 2008

- Прем'єр-ліга
  -  Чемпіон (1): 2009/10

- Серія C
  -  Володар (1): 2014

- Південноамериканський кубок
  -  Володар (1): 2016